# Ихсан Хаккъ
Ихсан Халил Хаккъ е български политик и инженер от ДПС. Народен представител от Движението за права и свободи в XLIV, XLV, XLVI, XLVII и XLVIII народно събрание.

## Биография
Ихсан Хаккъ е роден на 9 март 1969 г. в село Подайва (Исперихско), Народна република България. Завършва ППМГ „Академик Никола Обрешков“ в Разград, а след това специалност „Машинен инженер“ в Техническия университет във Варна. Работил е като началник отдел и заместник-кмет в община Исперих.